# ريناتو بوستامينت
ريناتو بوستامينت (بالإنجليزية: Renato Bustamante)‏ هو لاعب كرة قدم أمريكي، ولد في 14 أبريل 1990 في ليما في بيرو. لعب مع نادي فرسنو.

## وصلات خارجية
- ريناتو بوستامينت على موقع قاعدة بيانات كرة القدم.إي يو (الإنجليزية)
- ريناتو بوستامينت على موقع Soccerway.com (الإنجليزية)